# Lux æterna (film)
Lux æterna è un mediometraggio del 2019 scritto e diretto da Gaspar Noé.

## Trama
Realizzato in forma di mockumentary, durante una pausa dalle riprese di un film, le attrici Charlotte Gainsbourg e Béatrice Dalle, quest'ultima debuttante alla regia, discutono tra loro sulla stregoneria. Terminata la pausa, riprende l'ipnotica ed estrema lavorazione della scena che terminerà in maniera catastrofica.

## Distribuzione
Il film è stato presentato fuori concorso al Festival di Cannes 2019. In origine, doveva venire proiettato al Tribeca Film Festival nell'aprile 2020; tuttavia, il festival è stato cancellato a causa della pandemia di COVID-19. Lux æterna è stato distribuito in Francia il 23 settembre 2020 da UFO Distribution e Potemkine Films.

## Accoglienza

### Incassi
In Francia, Lux Æterna venne proiettato in cinquantadue sale e incassò 196 440 dollari, per un totale mondiale di 273 546 $.

### Critica
Sull'aggregatore di recensioni Rotten Tomatoes, il mediometraggio ha ricevuto un tasso di approvazione del 50% basato su 16 recensioni professionali, con un voto medio di 5,7 su 10. Su Metacritic, la pellicola ha un punteggio di 58 su 100 basato su cinque critiche, indicando «recensioni miste».
Eric Kohn di IndieWire diede B al mediometraggio, aggiungendo che «questo frammento di film implica che l'arte vive nel caos, è Noé non la farebbe in nessun altro modo». Il critico cinematografico del The Guardian Peter Bradshaw gli assegnò due stelle su cinque, affermando che la scena migliore sia stata quella iniziale, dove è presente una «esilarante conversazione prolungata tra Dalle e Gainsbourg mostrata in split screen».